# Miss Ceará 2013
Miss Ceará 2013 foi a 52.ª edição do concurso que escolheu a melhor candidata cearense para representar seu estado e sua cultura no Miss Brasil. O evento contou com a presença de mais de vinte e sete candidatas de diversos municípios do Ceará. A noite final da competição foi televisionada para toda a região através da TV Jangadeiro. Milena Ferrer, Miss Ceará 2012 e semifinalista no Miss Brasil 2012, coroou sua sucessora ao título no final do evento. O mesmo ocorreu no Lulla's Plazzá sob a apresentação de Danilo Friedl e Lorrane Cabral. A coordenação e divulgação do concurso ficou por conta da Agência Book, comandada por Jorlene Cordeiro.

## Resultados

### Colocações
| Posição                 | Candidata |
| Miss Ceará              | - Fortaleza - Mariana Vasconcelos |
| 2.º Lugar               | - Poranga - Julielenn Mourão |
| 3.º Lugar               | - Tamboril - Luiza Brenna Holanda |
| 4.º Lugar               | - Brejo Santo - Karol Almeida |
| 5.º Lugar               | - Morada Nova - Beatriz Sousa |
| (TOP 10) Semifinalistas | - Itapajé - Sandy Araújo - Sport Club Maguari - Ajara Rodrigues - Bairro de Meireles - Cristiany Cavalcante - Russas - Talita Monteiro - Umirim - Gleiciane Monteiro |

### Ordem dos Anúncios
| 1. Meireles 2. Poranga 3. Umirim 4. Fortaleza 5. Russas 6. Brejo Santo 7. Sport Club Maguari 8. Tamboril 9. Morada Nova 10. Itapajé | 1. Tamboril 2. Fortaleza 3. Brejo Santo 4. Morada Nova 5. Poranga |

## Jurados
Alguns dos vários jurados que compuseram o painel oficial que elegeram a vencedora:
- Dr. Fabiano Magacho, médico;
- Dr. George Régis, médico;
- Liliane Veloso, empresária;
- Jansey Araújo, estilista;
- Valéria Manarino, empresária.

## Candidatas
Todas as aspirantes ao título que competiram neste ano do concurso: 
| - Aracati - Luana Rebouças - Bairro de Meireles - Cristiany Cavalcante - Brejo Santo - Karol Almeida - Campos Sales - Thassia Oliveira - Capistrano - Patrícia Cunha - Caucaia - Débora Sandyla Araújo - Ceará Sporting Club - Mirela Forte - Crato - Olga Figueiredo - Fortaleza - Mariana Vasconcelos - Fortim - Raiane Simões - Graça - Maria Melo - Guaraciaba do Norte - Ayslane Camelo - Horizonte - Heloísa Nunes - Itapajé - Sandy Araújo | - Itapipoca - Natália Braga - Maracanaú - Lauriene Gomes - Morada Nova - Beatriz Sousa - Pacajus - Marianni Pinheiro - Paraipaba - Nicolle Dias - Poranga - Julielenn Mourão - Russas - Talita Monteiro - São Benedito - Paula Thaís Silva - Sobral - Liviany Rodrigues - Sport Club Maguari - Ajara Rodrigues - Tamboril - Luiza Brenna Holanda - Tianguá - Karinne Linhares - Umirim - Gleiciane Monteiro |

Desistências
- Limoeiro do Norte - Ana Késsia Rodrigues
- Quixeramobim - Dalyla Saraiva

## Candidatas em Outros Concursos
Miss Brasil World
- 2011: Morada Nova - Beatriz Sousa